# Boscean
Boscean – osada w Anglii, w Kornwalii. Leży 12 km na zachód od miasta Penzance i 421 km na zachód od Londynu. Miejscowość liczy 3 mieszkańców.